# Lacul Chungará
Lacul Chungará (Lago Chungará) este unul dintre lacurile din lume situate la cea mai mare altitudine. Lacul are culoarea cobaltului, oglinda apei are suprafața de 21,5 km², cu adâncimea maximă de 34 m, fiind situat la altitudinea de 4.566  m deasupra n.m. la ca. 50 km distanță de Putre. El este situat în regiunea Tarapaca din Chile. În apropierea lacului se află vulcanii Volcán Pomerape și Parinacota care au înălțimea de peste 6.200 m. Lacul se află pe teritoriul Parcul Național  Lauca în Anzii Cordilieri Centrali în apropiere de satul indian Parinacota și granița cu Bolivia. 

## Fauna
Fauna regiunii este alcătuită din flamingo, condori, vicunia, alpaca și puma.